# Довыденко, Лидия Владимировна
Лидия Владимировна Довыденко (урожденная Щепова, род. 27 апреля 1952, дер. Хомичи, Быховский район, Могилёвская область, БССР) — прозаик, публицист, литературный критик, секретарь Союза писателей России, член Союза журналистов России, кандидат философских наук, главный редактор литературно-художественного журнала «Берега».

## Биография
Родилась 27 апреля 1952 года в деревне Хомичи Быховского района Могилёвской области, БССР в семье служащего. Мать — Мария Ивановна Щепова (Отставная), отец — Владимир Алексеевич Щепов. Окончила среднюю школу № 1 в городе Быхове. С 1967 года публиковала стихи и заметки в газете «Маяк Приднепровья». С 1970 по 1975 годы училась на историко-филологическом факультете Гомельского государственного университета, в настоящее время имени Франциска Скарыны.
В 1975 году приехала по распределению на работу в Ковчицкую среднюю школу Светлогорского района Гомельской области. Работала учителем русского языка и литературы, заместителем директора по учебно-воспитательной работе. С 1976 года — директор Королевослободской школы Светлогорского района. До 1996 года работала в школах России, группы советских войск в Германии. Разработала программу по Мировой художественной культуре (1988), встречалась и состояла в дружеской переписке с учителем-новатором из Донецка В. Ф. Шаталовым, работала совместно с учителем-новатором в 307-й школе Ленинграда (С.-Петербурга) Евгением Николаевичем Ильиным, автором концепции преподавания литературы на основе педагогического общения.
С 1996 года работала в средствах массовой информации:
- главный редактор студии кабельного телевидения СТВ, г. Балтийск. Автор более тысячи программ информационного, аналитического, историко-культурного содержания (1996—2000);
- журналист и редактор отдела информации радиовещания ГТРК «Янтарь» (2000—2004);
- главный редактор газеты «Вестник Балтийска» (2004—2005);
- главный редактор литературно-художественного журнала «Берега» с 2013 года.

С 1996 по 2000 год — работала депутатом Совета депутатов Балтийского городского округа, в комиссии по бюджету.
В 2019 году решением окружного совета депутатов муниципального образования «Балтийский городской округ» Калининградской области от 18 июля 2019 года № 75 за выдающиеся заслуги перед муниципальным образованием присвоено звание «Почётный гражданин» Балтийского городского округа.

## Научная деятельность
В 2008 году защитила кандидатскую диссертацию по специальности 09 00 13: Философская антропология, религиоведение, философия культуры — на тему: «Философия культуры Н. С. Арсеньева» на факультете философии и политологии Санкт-Петербургского государственного университета.
С 12.09.2011 — заместитель президента АНО «Всемирная Информ-энциклопедия» — http://www.kaliningrad.wie.su
С 2012 года — доцент кафедры гуманитарных наук Калининградского института экономики.
Публиковала научные работы в следующих изданиях:
- журналы: «Вопросы культурологии», «Дом культуры», «Московский журнал», «Slavia оrientalis» (издание Краковской Академии наук), журнал БФУ им. И.Канта «Универсия» .
- сборники: «Война и мир в русской словесности, истории и культуре», «Н. С. Арсеньев и русская культура»; «Исследования по русской философии и культуре», «Культурное наследие в ситуации постмодерн»;
- альманах «Русский мир» (С-Пб.)- 2009.

Участвовала во Втором, Третьем и Четвёртом Всероссийском культурологическом конгрессе (Санкт-Петербург, 2008, 2010, 2013 гг.), выступала с докладом перед студентами и преподавателями института русистики Варшавского университета (апрель 2010), выступала с докладом в библиотеке Дома Лосева (3.12. 2009) «Н. С. Арсеньев. К юбилеям невозвращенных книг» — Москва; интервью сайту «Татьянин день» церкви Св. мученицы Татьяны при МГУ после издания ими книги Н. С. Арсеньева «Душа православия», выступала с докладом в Доме русского зарубежья им. Солженицына (Москва) по наследию Н. С. Арсеньева, на семинаре «Русская мысль» (Санкт-Петербург) 17.05.2013 с докладом «Внутреннее оформление человечества», ежегодно участвует в Международных конференциях, проводимых Национальной академией наук Беларуси, Институтом философии и в других российских и международных конференциях.
Научный редактор книги: Н. С. Арсеньев. Дары и встречи жизненного пути/ Статья Л. В. Довыденко, комментарии Л. В. Довыденко, С. П. Заикин. — СПБ: Вестник, 2013. — 453 с. — «Русская миссия».
Участвовала в проекте по развитию научного потенциала 2.1.3/4205 «Философия русского зарубежья: направления, концепции, понятия» (руководитель — профессор С. В. Корнилов):
- с 1 апреля 2010 по 31 декабря 2010 г.;
- с 1.04. по 31.12.2011 года — в БФУ имени И. Канта.

Энциклопедия авторов журнала «Берега» под ред. Л. В. Довыденко; отв. Ред. Е. О. Груцкая. — Калининград: Калининградская книга, 2019
Русский мир Лидии Довыденко под ред. С. П. Пылева. Калининград. 2022.
Стихи для Лидии сборник под ред. Эляны Суодене. Каунас-Калининград. 2022

## Монографии
1. Довыденко Л. В. Кенигсберг — Русское зарубежье. Николай Сергеевич Арсеньев. — К.: «Комсомольская правда», 2008.
2. Довыденко Л. В. Философия культуры Н. С. Арсеньева. — LAP Lambert Academic Publishing, 2011.

## Творчество
29 историко-публицистических и художественных книг:
1. «Тайны Пиллау» — К.: «Янтарный сказ», 2000,
2. «Калининградский морской канал» — К.: «Печатный двор», 2001,
3. «Под красной крышей черепичной». Архитектура К.Шинкеля и А.Штюллера — К.: ЧП Старкова, 2004,
4. «Тайны Пиллау», издание 2-е, расширенное и дополненное. — К.: «Терра Балтика», 2004,
5. «Женщины Пруссии» — К.: Документальный Центр XEROX, 2004. http://www.kaliningrad.wie.su/WiE-en/zhenshhiny_prussii-1.pdf
6. «Поющие пески» — К.: «Терра Балтика», 2006,
7. «Нежная голубизна колючки» — К.: «Терра Балтика», 2006. http://www.kaliningrad.wie.su/WiE-en/nezh_golubizna_koljuchki.pdf
8. «Балтийские судьбы». — К.: «Терра Балтика», 2008,
9. Кенигсберг — Русское зарубежье. Николай Сергеевич Арсеньев. — К.: «Комсомольская правда», 2008.
10. «Храбрость и обаяние». — К: «Калининградская правда», 2008
11. «Водные пути». — К: «Калининградская правда», 2008
12. «Тайны Пиллау», издание 3-е, расширенное и дополненное. — К: Капрос, 2009. http://www.kaliningrad.wie.su/WiE-en/pillau-4.pdf
13. «Гумилевская осень».- К: Капрос, 2009. http://www.dovydenko.ru/drugie-avtory/
14. «Калининградский морской канал». — К.: «Живём», 2011. http://dovydenko.ru/images/books/kmk_vse.pdf
15. Философия культуры Н. С. Арсеньева. — LAP Lambert Academic Publishing, 2011.
16. «Праздник мудрецов». — К., 2012.
17. «Янтарная свирель». — К., 2012.
18. «История Калининградской журналистики». — LAP LAMBERT Academic Publishing (18-12-2015)
19. «60 лет ЗАО „Гидрострой“ Калининградской области». — К.: «Страж Балтики», 2016.
20. «Жертвенное сияние современной русской мысли». — К.: Калининградская книга, 2019. http://www.dovydenko.ru/drugie-avtory/558-l-dovydenko-zhertvennoe-siyanie-sovremennoj-russkoj-mysli.html
21. Энциклопедия авторов журнала «Берега» под ред. Л. В. Довыденко; отв. Ред. Е. О. Груцкая. — Калининград: Калининградская книга, 2019
22. «Возвращение. Сергей Иванович Балуев». Лидия Довыденко. Александр Балуев. — К. — М.: Буки — Веди. 2019.
23. Балтийск. Портрет города в датах и лицах. К. «Страж Балтики», 2021.
24. Русская мысль и человечество. — Калининград. 2022
25. Мой светлый горячий Донбасс.- Красноярск. 2022
26. Мой светлый, горячий Донбасс. — Москва, Издательский Дом Академии имени Жуковского. 2022
27. Тайны Пиллау. Издание 5-е, расширенное и дополненное. — Калининград: Живем. 2022
28. Дарить России. — Москва, Издательский Дом Академии имени Жуковского. 2022
29. Антология стояния Донбасса. — сост. Л. В. Довыденко: Москва, Издательский Дом Академии имени Жуковского. 2022
30. А. А. Лобанов., Л. М. Максимова, Л. В. Довыденко. Поэт Владимир Подлузский. — Калининград. 2023
31. Думы по-русски. — Калининград. 2023
32. От неба данная земля. — Калининград. 2023
33. Хранитель памяти - Анатолий Николаевич Коротков. - К. 2023
34. Журнал "Берега". 10 лет служения слову. - К. 2024
35. Под лоцманским флагом. - К. - 2024
36. Семь чудес морского города. -К. 2024
37. "Бессрочный полет" Сэды Вермишевой. - М.: ИД ЯСК. -2025
38. Сухейль Фарах. На перекрестках культур и цивилизаций..- М.: ИД АКадемии им Жуковского. - 2025

## Статьи и очерки
1. Метафизика Александра Проханова. http://www.velykoross.ru/journals/all/journal_67/article_4025/
2. «Спас-на-любви». О творчестве писателя Николая Иванова. http://okopka.ru/editors/i/iwanow_n/text_0210.shtml

http://ruskline.ru/analitika/2018/02/10/spasnalyubvi/
http://www.velykoross.ru/journals/all/journal_68/article_4071/
1. «Мы из одного окопа» (о книге "Выбор Донбасса) http://www.rospisatel.ru/dovydenko-donb.htm
2. Мой светлый Донбасс. // Наш современник, 8, 2017
3. Лидия Довыденко. Валентина Коростелёва. «Строки и судьбы». Повествование о творчестве 28 русских поэтов. (Серия «XX век: Лики. Лица. Личины». Москва, «Звонница», 2017) http://www.velykoross.ru
4. Город тысячи роз — Донецк. Довыденко Лидия Владимировна, 1. Война и мир http://www.velykoross.ru
5. Довыденко Лидия Владимировна, Там, где вьётся Лугань http://www.velykoross.ru
6. Актуальный опыт русского мышления в творчестве Юрия Серба… http://www.velykoross.ru
7. Лидия Довыденко. Поэт о поэтах. О книге Валентины Коростелёвой «Строки и судьбы». Повествование о творчестве 28 русских поэтов. http://dovydenko.ru/images/stories/zhurnal/Berega23.pdf
8. Лидия Довыденко. Мой светлый, горячий Донбасс. Очерк. http://dovydenko.ru/images/stories/zhurnal/Berega22.pdf
9. Лидия Довыденко. Гумилевская осень в Калининградской области. http://dovydenko.ru/images/stories/zhurnal/Berega_6.pdf
10. Лидия Довыденко. Кому передать икону? О творчестве Бориса Булгакова. http://dovydenko.ru/images/stories/zhurnal/Berega2.pdf
11. Довыденко, Л. В. «Гумилевская осень на территории области» : «Первая мировая в поэзии и прозе Серебряного века» / Л. В. Довыденко. — // Связь времен. — Калининград, 2015. — С. 65-68
12. Довыденко, Л. В. 400 лет лоцманской службе России / Л. В. Довыденко. — // Берега. — Калининград, 2013. — № 1, октябрь. — С. 138—141
13. Довыденко, Л. В. Гумилевская осень в Калининградской области / Л. В. Давыденко. — // Надровия. — Калининград, 2014. — 2014 Вып. 8 (специальный выпуск) : Мировая война. События. Судьбы. Документы. — С. 93-96
14. Довыденко, Л. В. Русское сопротивление в Кёнигсберге / Л. В. Довыденко. — // Связь времен. — Калининград, 2015. — С. 76-78
15. Калининградскому морскому каналу — 110 лет / В. Беляев, Л. В. Довыденко. — // Морские порты . — 2011. — № 7. — С. 12-16
16. Довыденко, Л. Приморску (Фишхаузену) — 700 лет / Л. Довыденко. — // Вестник Балтийска. — 2004. — № 47.- С.8
17. Довыденко, Л. Прогулка в историю : философия скульптуры «Борющиеся зубры» Августа Гауля / Л. Довыденко. — // Вестник Балтийска. — 2004. — 26 авг.- С.8
18. Довыденко, Л. С днем рождения, канал! / Л. Довыденко. — // Маяк Балтики. — 2006. — 16 нояб. — С. 6
19. Довыденко, Л. Сто двадцать шесть ступенек к небу / Л. Довыденко; Фот. В. Архиповская . — // Маяк Балтики. — 2006. — 16 февр. — С. 1, 12
20. Довыденко, Л. В. Калининградскому морскому каналу — 105 лет / Л. В. Довыденко. — // Вестник Балтийска. — 2006. — 16 нояб. — С. 10
21. Довыденко, Л. Духовная сокровищница Балтийского флота / Л. Довыденко. — // Вестник Балтийска. — 2006. — 24 авг. — С. 13

## Награды
1. Знак ЦК ВЛКСМ «За активное участие в охране природы», 18.10.1990
2. Победитель в конкурсе журналистского мастерства «Слава России», 2014, Федеральное агентство по печати и массовым коммуникациям.
3. Памятный знак «Георгий Жуков»№ 43. Международный общественный фонд «Командарм», 2014
4. Лауреат литературной премии «Щит и меч Отечества», 2015
5. Первое место в номинации «Познавая союзное государство» конкурса журналистских работ «Беларусь-Россия. Шаг в будущее».2015
6. Диплом и нагрудный знак «Трудовая доблесть России» — «За труд во славу России»,
7. Медаль имени поэта Николая Рубцова, 2016, РОО «Вологодский Союз писателей-краеведов»
8. Золотое перо Руси. Национальная литературная премия «Серебряное перо Руси» — за «Высокое художественное мастерство», 30.10.2015
9. Лауреат Всероссийского конкурса журналистских работ «Патриот России»- 2016, Федеральное агентство по печати и массовым коммуникациям.
10. Золотое перо Руси. Национальная литературная премия. Звание «Золотое перо Руси», За высокое художественное мастерство. 2016
11. Медаль Ассоциации ветеранов боевых действий органов внутренних дел и внутренних войск России «За верность присяге» имени генерал-лейтенанта И. Д. Волкова, 10.11.2017
12. Золотая медаль во Всероссийском конкурсе СМИ «Патриот России» — 2017, Федеральное агентство по печати и массовым коммуникациям.
13. Медаль «За труды в просвещении, культуре, искусстве и литературе». Комиссия по общественным медалям и знакам. −2017
14. Медаль имени Евгения Замятина. Липецкая общественная организация "Союз писателей России. 2018
15. Медаль имени М. В. Ломоносова. За труды во славу России. 2018.
16. Статья о Л. В. Довыденко вошла в Большой энциклопедический словарь Калининградской области, — Калининград, 2011
17. Диплом СПР за высокий профессионализм и сохранение единого литературного пространства в ознаменование 60-летия Союза писателей России. 13.01. 2019
18. Благодарственное письмо Калининградской областной Думы — за активную творческую деятельность, вклад в возрождение культуры и словесности, издание журнала «Берега», 27 декабря 2019
19. Сертификат участника открытой научно-практической конференции «Право на слово. Донбасс», посвященной 10-летию Русского центра Луганской Республиканской универсальной научной библиотеки имени М. Горького. 2019
20. Благодарственное письмо 7-го Международного фестиваля духовной поэзии «Покрова» Центра культуры имени Л. Карсавина, Каунас, Литва. 2019
21. Почетный диплом имени Александра Твардовского от Союза писателей баталистов и маринистов. 2019
22. Diplom Golden Feather Akademy of Arts and Letters. Riga. 30.10.2019
23. Медаль имени Героя Советского Союза писателя Владимира Карпова, 2019
24. Почётная грамота Союза писателей России, 2019
25. Золотая медаль за 1 место в номинации «Россия и мир» решение жюри 19-го Всероссийского конкурса СМИ «Патриот России» от 6 июля 2020
26. Лауреат литературной премии имени Николая Гумилева — за книгу «Гумилёвская осень» решение жюри 15-го Международного Гумилевского поэтического фестиваля «Коктебельская весна» 15 сентября 2020
27. Медаль «За заслуги в полиграфии и издательском деле» имени первопечатника Ивана Федорова награждена национальной литературной премией «Золотое перо Руси», 10 октября 2020
28. Золотой диплом XI Международного славянского литературного форума «Золотой Витязь» награждена за книгу: Лидия Довыденко. Александр Балуев. Возвращение, -М., 2019, 15 октября 2020
29. Золотой диплом XI Международного славянского литературного форума «Золотой Витязь» награждена, как главный редактор журнала «Берега», 15 октября 2020
30. Памятная медаль «Поэт и Воин Игорь Григорьев (1923—1996)» фонд памяти поэта Игоря Григорьева, 06 ноября 2020.
31. Диплом литературно-творческого объединения «КЛЕНОВЫЕ ЛИСТЬЯ». Лучший автор альманаха Литературная Канада-2020, Торонто, Канада, 25.12.2020.
32. Знак отличия «Невечерний Свет», Санкт-Петербург, 28.04.2021.
33. Орден имени Алишера Навои в честь 580 годовщины великого поэта и мыслителя. 2021.
34. Диплом и медаль (знак) Л. Н. Толстой За воспитание, обучение, просвещение 10.10.2021.
35. Грамота "За самоотверженное служение Слову, литературное мастерство и в ознаменование 15-летие альманаха «Крылья». Луганск 2021.
36. Сертификат участника литературного проекта «Купринские чтения». Донецк 2021.
37. Медаль независимой литературной премии «Навстречу дня» имени Бориса Корнилова, 02.12.2021
38. Медаль За заслуги в общественно-политической деятельности. 2022
39. Медаль Максима Богдановича. Союз писателей Республики Беларусь. 2022
40. Орден Русская звезда имени Ф. И. Тютчева. Литературный Фонд Дорога жизни. 2022
41. Медаль Союза писателей и историков Центральной Азии . Лучший художник. 2022
42. Почетный знак отличия Трудовая доблесть России. 2023

## Публикации в прессе
1. Поцелуева, Е. В кадре — балтийские судьбы / Е. Поцелуева. — // Вестник Балтийска. — 2015. — 20 авг. — С. 7
2. С юбилеем, коллега! / фот. Л. В. Довыденко. — // Калининградская правда. — 2014. — 6 ноября. — С. 3
3. Савуляк, Т. Объединяя прошлое и настоящее : экскурсии — как форма познавательной деятельности / Т. Савуляк. — // Библиотечное дело. — 2014. — № 9. — С. 38-40
4. Шевченко, Ю. Главная тайна древнего Пиллау / Ю. Шевченко. — // Балтийские ведомости. — 2013. — 22 февр. — С. 18
5. Шевченко, Ю. Женщины Пруссии : так называется новая книга Лидии Довыденко / Ю. Шевченко. — // Страж Балтики. — 2005. — 5 апр. — С. 8
6. Шевченко, Ю. Лирика «поющих песков» / Ю. Шевченко. — // Страж Балтики. — 2006. — 16 мая. — С. 8
7. Шевченко, Ю. Обаяние храбрости / Ю. Шевченко. — // Страж Балтики. — 2008. — 26 авг. — С. 8
8. Шевченко, Ю. В. Морские ворота Калининграда / Ю. В. Шевченко. — // Страж Балтики. — 2012. — 20 янв. — С. 9
9. Беседа с главным редактором журнала «Берега» Жители Янтарного края хорошо знают Лидию Довыденко — поэта, прозаика, публициста, краеведа, критика, учёного-философа. http://ruskline.ru/analitika/2016/11/24/zovut_rodnye_berega
10. Андрей Чернов. Интервью с Лидией Довыденко. http://lugansk1.info/81052-lidiya-dovydenko-nasha-entsiklopediya-mozhet-stat-mayakom-v-more-literatury/?
11. Сергей Пылёв. Русский мир Лидии Довыденко. http://ruskline.ru/news_rl/2019/07/22/russkij_mir_lidii_dovydenko/
12. Юрий Серб. Необычный проект журнала «Берега». http://dompisatel.ru/?p=15208
13. Валерий Старжинский. Поделиться радостью. https://web.archive.org/web/20190807145218/https://ruskline.ru/author/s/starzhinskij_valerij_pavlovich/
14. Владимир Подлузский. Об Энциклопедии авторов журнала «Берега». https://www.dovydenko.ru
15. Андрей Чернов. Об энциклопедии авторов журнала Берега. http://mspu.org.ua/main/